# Brice Mack
Brice Harvey Mack (2 de juny de 1917 - 2 de gener de 2008) va ser un pintor i director de fons, conegut pel seu extens treball a Disney als anys 40 i 50 com a un pintor de fons. Va ser contractat per escriure històries a Disney a la dècada de 1950 i va treballar en la il·lustració de llibres infantils basats en les pel·lícules de l'estudi.
La seva primera aparició acreditada va ser com a artista de fons per a la seqüència Rite of Spring a Fantasia. Va treballar a Song of the South, Alícia al país de les meravelles, Peter Pan i La dama i el rodamón. També va treballar a la sèrie de televisió d'antologia de Walt Disney com a pintor i escriptor de fons a finals dels anys cinquanta. A la dècada de 1950 es va convertir en el president d'ERA Productions, un petit estudi que comptava amb animadors que havien vingut majoritàriament de Disney després de marxar durant la vaga de 1941, produint i dirigint animacions. i anuncis d'acció en directe per a la Peterson Company, així com treballs per a Disney. Més tard va formar Unicorn Productions, amb la qual va continuar treballant en anuncis publicitaris, pel·lícules i atraccions a parcs temàtics, i va continuar consultant per a Disney a principis dels anys noranta, quan es va retirar.
El seu treball inclou la direcció de la pel·lícula de terror de 1978 Jennifer, escrita per Steve Krantz. Altres crèdits del director inclouen Rooster: Spurs of Death (1983), Swap Meet (1979) i Half a House (1979). Va ser l'executiu a càrrec de la producció de Ruby i el productor de Mara of the Wilderness.
A Mack li van sobreviure la seva dona, Ginni, tres fills i tres néts. El seu fill Kevin Mack és un dels guanyadors de l'oscar als millors efectes visuals.

## Premis
Brice Mack va rebre el premi Golden Motion Picture Cartoonist el 1987.

## Filmografia
| Film                                   | Any  | Notes                                                    |
| -------------------------------------- | ---- | -------------------------------------------------------- |
| Fantasia                               | 1940 | backgrounds a la seqüència Rite of Spring                |
| Song of the South                      | 1946 | backgrounds a les seqüències animades                    |
| Fun and Fancy Free                     | 1947 | backgrounds                                              |
| Melody Time                            | 1948 | backgrounds a Johnny Appleseed, Little Toot i Pecos Bill |
| Pluto's Fledgling                      | 1948 | curt                                                     |
| So Dear to My Heart                    | 1948 | backgrounds a les seqüències animades                    |
| The Adventures of Ichabod and Mr. Toad | 1949 | backgrounds per ambdós segments                          |
| Pluto's Surprise Package               | 1949 | curt                                                     |
| Pluto's Sweater                        | 1949 | curt                                                     |
| Bubble Bee                             | 1949 | curt                                                     |
| Sheep Dog                              | 1949 | curt                                                     |
| La Ventafocs                           | 1950 | Backgrounds                                              |
| Wonder Dog                             | 1950 | curt                                                     |
| Alícia al país de les meravelles       | 1951 | backgrounds                                              |
| Two-Gun Goofy                          | 1952 | curt                                                     |
| Teachers Are People                    | 1952 | curt                                                     |
| How to Be a Detective                  | 1952 | curt                                                     |
| Peter Pan                              | 1953 | backgrounds                                              |
| Father's Day Off                       | 1953 | curt                                                     |
| For Whom the Bulls Toil                | 1953 | curt                                                     |
| Father's Weekend                       | 1953 | curt                                                     |
| Donald's Diary                         | 1954 | curt                                                     |
| Casey Bats Again                       | 1954 | curt                                                     |
| La dama i el rodamón                   | 1955 | backgrounds                                              |
| Beezy Bear                             | 1955 | curt                                                     |

| Film (després de Disney) | Any  | Notes                                          |
| ------------------------ | ---- | ---------------------------------------------- |
| Mara of the Wilderness   | 1965 | produïda per Unicorn Films.                    |
| Half a House             | 1975 | director; Nominada a l'Oscar a la millor cançó |
| Jennifer                 | 1978 | director                                       |
| Swap Meet                | 1979 | director                                       |
| Rooster: Spurs of Death  | 1983 | director                                       |